# Dan Clarke
Dan Clarke, född 4 oktober 1983 i Mexborough, är en brittisk racerförare.
Clarke tävlar inom amerikansk racing, senast i Champ Car för Minardi Team USA. Han har kritiserats för en överdrivet aggressiv körning och blev avstängd från den belgiska omgången 2007, efter att ha orsakat en stor krasch under en fri träning.